# Devizový příslib

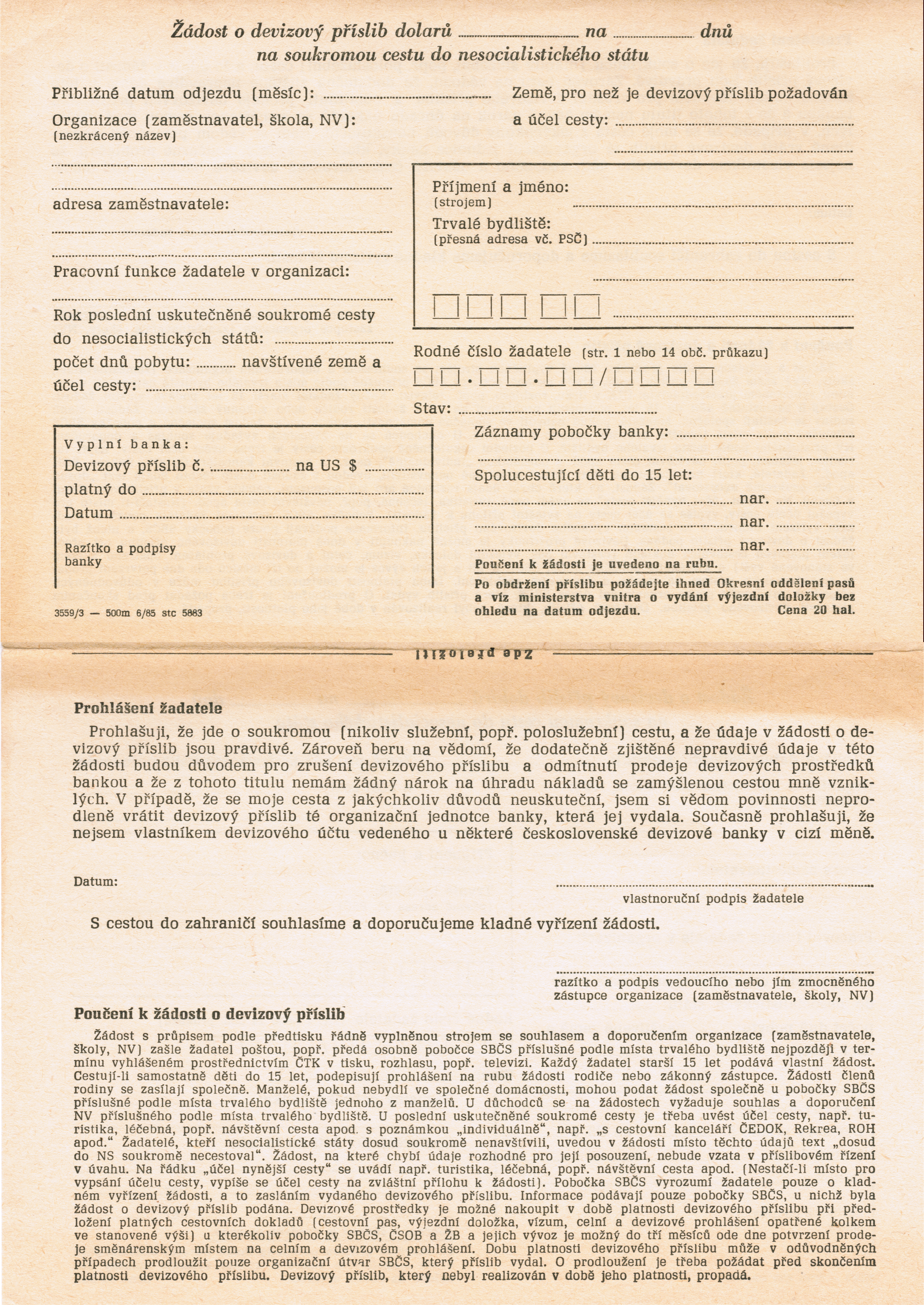
Do roku 1988-9 se tímto formulářem žádalo o devizy a o povolení k vycestování do kapitalistické ciziny.

Devizový příslib bylo písemné povolení čerpat devizové prostředky zahraničních měn nutné k výjezdu do nesocialistických zemí (včetně Jugoslávie) v socialistickém Československu. K vlastnímu vycestování do západních zemí toto však nestačilo (nutná podmínka, nikoliv dostačující), k vycestování muselo být navíc ještě od roku 1965 vystaveno nenárokové zvláštní úřední povolení zvané výjezdní doložka.
Zároveň přidělení devizového příslibu představovalo jedinou oficiální možnost výměny omezeného množství československých korun za cizí měnu. Výměnu peněz povolovala Státní banka československá. Průměrná čekací doba pro nestraníka byla v období normalizace i několik let. Devizový příslib byl udělován každý rok do konce března. Žádat o něj mohl každý, nespolehlivým osobám zpravidla nebyl přidělován. 